# Galiny (Górowo Iławeckie)
Pour les articles homonymes, voir Galiny.
Galiny est un village polonais de la voïvodie de Varmie-Mazurie, dans le powiat de Bartoszyce.